# 上堀川町 (名古屋市)
上堀川町（かみほりかわちょう）は、愛知県名古屋市中区の地名。

## 歴史

### 沿革
- 1878年（明治11年）12月28日 - 日置村上日置町の一部により、名古屋区上堀川町が成立[3]。
- 1889年（明治22年）10月1日 - 名古屋市成立により、同市上堀川町となる[3]。
- 1908年（明治41年）4月1日 - 中区編入により、同区上堀川町となる[3]。
- 1936年（昭和11年）1月1日 - 一部が中区岩井通に編入される[3]。
- 1969年（昭和44年）10月21日 - 堀川部分を除く大部分が中区大須一丁目に編入される[3]。